# عبد اللطيف أبو حجلة
عبد اللطيف راتب مصطفى أبو حجلة (1949 في طولكرم – ) عالم كيمياء لاعضوية فلسطيني، وبروفيسور وأكاديمي، وُلِد في مدينة طولكرم الفلسطينية، وهو صاحب أبحاث واختراعات منشورة دوليًا في مجال الكيمياء وعلم الأدوية، وكان قد عمل كأستاذ جامعي في عدد من الجامعات حول العالم، منها جامعة توبنغن في ألمانيا، وجامعة برغن في النرويج، وجامعة تينيسي في الولايات المتحدة الأمريكية، وجامعة الكويت، وغيرها. شغل منصب رئيس جامعة بيرزيت منذ 1 أغسطس 2015 وحتى 1 أغسطس 2021. في عام 2022 صنفه تصنيف AD Scientific Index [الإيطالية] العلمي ضمن أفضل الباحثين في مجال الكيمياء.

## نشأته وتحصليه العلمي
وُلِد عبد اللطيف راتب مصطفى أبو حجلة في مدينة طولكرم بالضفة الغربية عام 1949، تلقى تعليمه في مدارس مدينته طولكرم، وبعد أن أنهى الثانوية العامة التحق بجامعة القاهرة حيث حصل منها عام 1971 على درجة البكالوريوس في الكيمياء بدرجة امتياز مع مرتبة الشرف، ثم حصل عام 1973 على الدبلوم العالي (الماجستير) في الأرصاد الجوية من معهد الأرصاد الجوية العالمية في مدينة ريدينغ في بريطانيا، وحصل على درجة الدكتوراه عام 1981 في الكيمياء غير العضوية من جامعة مسيسيبي في مدينة أكسفورد بولاية مسيسيبي في الولايات المتحدة الأمريكية.

## حياته العملية
عمل أبو حجلة محاضرًا في جامعة الكويت، ثم في جامعة بيرزيت، وعُين رئيسًا لدائرة الكيمياء في جامعة بيرزيت عام 1984 وحتى عام 1986، وفي عام 1995 عين عميدًا لكلية العلوم في الجامعة واستمر في ذلك حتى عام 1998، ثم شغل منصب نائب رئيس الجامعة منذ عام 1998 وحتى عام 2009؛ حيث استمر في هذا المنصب لمدة 11 عامًا متواصلة ساهم خلالها في تطوير الجامعة وأسس كلية تكنولوجيا المعلومات.
كان أبو حجلة قد عمل أستاذًا جامعيًا في عدد من الجامعات العالمية؛ منها جامعة تينيسي في الولايات المتحدة الأمريكية منذ عام 1990 وحتى عام 1992، وجامعة برغن في النرويج عامي 1997 و1998، وجامعة توبنغن في ألمانيا عام 2002، بالإضافة إلى جامعة الكويت، وغيرها.
في 9 مايو 2015، عُين أبو حجلة رئيسًا لجامعة بيرزيت خلفًا لخليل هندي، وقد تسلم مهامه بتاريخ 1 أغسطس 2015، وأقيم له حفل كبير لتنصيبه، وقد استمر في منصبه كرئيس للجامعة حتى تاريخ 1 أغسطس 2021، وهو يعد الرئيس الرابع للجامعة، وهي من الجامعات الأولى عربيًا حسب التصنيفات العالمية، وأيضًا الجامعة ذات المرتبة الأولى عربيًا والثامنة عشر عالميًا حسب تصنيف "The Impact Ranking" لعام 2020.
في 26 يونيو 2019، اختاره الرئيس الفلسطيني محمود عباس عضوًا في مجلس إدارة المكتبة الوطنية الفلسطينية.
في يوليو 2021، رُشِح لتولي منصب وزير التعليم العالي والبحث العلمي الفلسطيني في «الحكومة الفلسطينية التاسعة عشر».
في 13 مايو 2025، اختير عضوًا في مجلس أمناء جامعة فلسطين التقنية "خضوري" في مدينة طولكرم بقرارٍ صادرٍ عن الرئيس الفلسطيني محمود عباس.
وهو عضو سابق في مجلس أمناء جامعة بيرزيت، ورئيس سابق لمجلس إدارة الحديقة التكنولوجية الفلسطينية الهندية.

## أبحاثه
قدم أبو حجلة عدد كبير من الأبحاث العلمية والاختراعات في مجال الكيمياء وعلم الأدوية والتي نشرت في المحافل الدولية، ومن أهم أبحاثه؛ بحث حول «تحضير مركبات النحاس مع الأدوية المضادة للالتهابات مثل الأسبرين»، وهو بحث مهم يفيد في علاج أمراض السرطان والسكري. وقد تركزت أبحاثه حول مركبات النحاس والمعادن الانتقالية الأخرى بغرض استعمالها كأدوية ضد الأمراض كالروماتيزم والالتهابات، مع دراسة الترابط بين خصائصها البنيوية والأنشطة البيولوجية.

## جوائز علمية
- زمالة الهيئة الألمانية للتبادل الأكاديمي (DAAD) في ألمانيا.[6]
- زمالة منظمة فولبرايت في الولايات المتحدة الأمريكية.[6]
- عام 2022 صنفه تصنيف AD Scientific Index [الإيطالية] العلمي ضمن أفضل الباحثين في مجال الكيمياء.[8]

## تكريمه
جرى تكريم عبد اللطيف أبو حجلة أكثر من مرة، ومن هذه التكريمات:
- تكريم من نائب رئيس حركة فتح «محمود العالول»، بتاريخ 9 يونيو 2021، وذلك تقديرًا لمسيرته الأكاديمية والإدارية.[27]
- تكريم من جامعة بيرزيت، بتاريخ 26 يونيو 2021، وذلك تقديرًا لجهوده العلمية والعملية.[28][29]

## وصلات خارجية
- سلسلة ببعض أبحاث عبد اللطيف أبو حجلة